# Trigolo
Trigolo (lombardul: Trìgol vagy Trìgul) település Olaszországban, Lombardia régióban, Cremona megyében. Lakosainak száma 1626 fő (2023. január 1.). Trigolo Castelleone, Cumignano sul Naviglio, Salvirola, Soresina és Fiesco községekkel határos.

## Népesség
A település lakossága az elmúlt években az alábbi módon változott:
| Lakosok száma | 1775 | 1731 | 1715 | 1626 |
|               | 2013 | 2017 | 2018 | 2023 |